# Engelbert Recktenwald
Engelbert Recktenwald FSSP (* 10. Februar 1960 im Saarland) ist ein deutscher römisch-katholischer Priester der Priesterbruderschaft St. Petrus.

## Leben
Recktenwald trat 1979 in die Priesterbruderschaft St. Pius X. ein und empfing 1985 durch Erzbischof Marcel Lefebvre die Priesterweihe. Im Juli 1988 verließ Recktenwald die Priesterbruderschaft St. Pius X., als deren Gründer Marcel Lefebvre 1988 vier Priester der Bruderschaft unerlaubt zu Bischöfen weihte und somit ausdrücklich gegen den Willen von Papst Johannes Paul II. handelte. Daraufhin gründete Recktenwald 1988 mit Josef Meinrad Bisig und weiteren ehemaligen Mitgliedern der Priesterbruderschaft St. Pius X. die Priesterbruderschaft St. Petrus. 
Neun Jahre lehrte er am Priesterseminar Wigratzbad. Zeitweise war er Pressesprecher der Priesterbruderschaft St. Petrus und deren deutscher Distriktsoberer. Er studierte Philosophie in München, wo er den Magister Artium bei Robert Spaemann erwarb. Er leitete das Haus der Petrusbruderschaft in Köln. Derzeit (2019) lebt und wirkt er in Hannover.

## Veröffentlichungen (Auswahl)
- Die Selige aus Kanada. Dina Bélanger und ihre Sendung. Theresia-Verlag, Lauerz 1996, ISBN 3-908542-52-9.
- Harter Geist und weiches Herz. Zehn Essays wider die Selbstentmündigung der Christen. Theresia-Verlag, Lauerz 1997, ISBN 3-908542-55-3.
- Die ethische Struktur des Denkens von Anselm von Canterbury (= Philosophie und realistische Phänomenologie. Band 8). Winter, Heidelberg 1998, ISBN 3-8253-0663-1.
- Fata Morgana. Gedanken zur Unterscheidung des Christlichen (= Reihe verzehrendes Feuer. Band 1). Theresia-Verlag, Lauerz 1999, ISBN 3-908550-01-7.
- als Herausgeber: John Henry Newman: Die Unsterblichkeit der Seele. Stella-Maris-Verlag, Buttenwiesen 2001, ISBN 3-934225-09-8.
- Die Herz-Jesu-Thronerhebung. Priesterseminar St. Petrus, Opfenbach 2010, ISBN 978-3-96316-010-3.
- Autonomie - Eine philosophische Klärung. Be+Be-Verlag, Heiligenkreuz 2024, ISBN 978-3-903518-14-8.